# Lauren Cohan
Lauren Cohan (Cherry Hill, Nueva Jersey, 7 de enero de 1982) es una actriz y modelo británico-estadounidense. Es más conocida por interpretar a Maggie Greene en la serie The Walking Dead, Bela Talbot en Supernatural y Rose en The Vampire Diaries. Más recientemente recibió el protagónico para la serie de ABC Whiskey Cavalier.

## Biografía
Lauren Cohan nació en Filadelfia y vivió durante su infancia en el municipio de Cherry Hill (Nueva Jersey), antes de trasladarse al Reino Unido. Se graduó en la Universidad de Winchester/King Alfred's, donde estudió Drama y Literatura inglesa, antes de viajar con una compañía de teatro de la que fue cofundadora en la universidad. Lauren dividió entonces su tiempo y trabajó entre Londres y Los Ángeles, participando en varias películas así como en algunos proyectos no comerciales.

## Carrera

### Cine
Su debut en el cine fue en 2005 en la película Casanova, en el papel de la hermana Beatrice. En el año 2006 protagonizó la secuela de la película National Lampoon's Van Wilder, Van Wilder 2: Rise of Taj como Charlotte Higginson. Su siguiente rol fue en 2007 en la película Float. En 2010 interpretó a September Jones en Death Race 2, siendo la antagonista principal. En 2016 protagonizó la película de horror The Boy como Greta Evans e interpretó a Marta Wayne en Batman v Superman: Dawn of Justice. En 2017 participó en la película biográfica All Eyez on Me como Leila Steinberg, y en 2018 en la película de acción Mile 22. 

### Televisión
En 2007, Cohan se unió al elenco principal de la tercera temporada de la serie de The CW, Supernatural, junto a Katie Cassidy, como Bela Talbot, una ladrona de objetos sobrenaturales que ocasionalmente ayudaba a los hermanos Winchester, y en otras se enfrentaba a ellos.
En 2010 tuvo un rol recurrente en la segunda temporada de la serie de The CW, The Vampire Diaries, interpretando a Rose, una vampiresa de 500 años. Ella regresa en una participación especial en la tercera temporada.
En 2011 interpretó de forma recurrente a Vivian McArthur Volkoff, hija del antagonista principal en la cuarta temporada de la serie Chuck. También participó en otras series como Modern Family, CSI: Nueva York, Cold Case, Life, Archer, The Bold and the Beautiful, Tim & Eric's Bedtime Stories, Law & Order: Special Victims Unit, Childrens Hospital, The Mindy Project y Robot Chicken.
En 2011, Cohan se unió al elenco recurrente de la segunda temporada de la serie de AMC The Walking Dead, junto a Scott Wilson y Emily Kinney, interpretando a Maggie Greene. La serie está basada en la serie de cómics del mismo nombre creada por Robert Kirkman. En la tercera temporada, Lauren pasó a formar parte del elenco protagónico del show. Al finalizar la octava temporada, Cohan terminó su contrato en The Walking Dead como personaje principal. Más tarde se informó que ella no había llegado a un acuerdo para seguir en la novena temporada como miembro del elenco principal debido a una disputa salarial, ya que exigió un salario más cerca de sus coprotagonistas masculinos Andrew Lincoln y Norman Reedus. AMC se negó y Cohan comenzó a estar disponible para otros pilotos de televisión. Ella obtuvo el papel de la operadora de la CIA Francesca "Frankie" Trowbridge en el piloto de la serie de ABC, Whiskey Cavalier. Más tarde se confirmó que había llegado a un acuerdo para aparecer en la novena temporada de The Walking Dead bajo una capacidad limitada de seis episodios en la primera mitad de la temporada. En mayo de 2018, ABC confirmó a Whiskey Cavalier como serie y a Lauren como protagonista junto a Scott Foley. La serie fue cancelada tras 13 episodios.
En octubre de 2019, The Walking Dead fue renovada para su temporada 11 y se confirmó el regreso de Cohan a la serie.

## Filmografía

### Películas
| Año  | Título                             | Papel                    | Notas                |
| ---- | ---------------------------------- | ------------------------ | -------------------- |
| 2005 | The Quiet Assassin                 | Alessia                  | Corto                |
| 2005 | Casanova                           | Hermana Beatrice         | Personaje secundario |
| 2006 | Van Wilder 2: The Rise of Taj      | Charlotte Higginson      | Personaje principal  |
| 2008 | Float                              | Emily Fulton             | Personaje principal  |
| 2010 | Young Alexander the Great          | Leto                     | Personaje principal  |
| 2010 | Practical                          | Lauren                   | Corto                |
| 2010 | Death Race 2                       | September Jones          | Antagonista          |
| 2014 | Reach Me                           | Kate                     | Personaje principal  |
| 2016 | The Boy                            | Greta Evans              | Protagonista         |
| 2016 | Batman v Superman: Dawn of Justice | Martha Wayne (personaje) | Cameo                |
| 2017 | All Eyez on Me                     | Leila Steinberg          | Personaje principal  |
| 2018 | Duck: A Film by Kevin Bacon        | Lauren                   | Corto                |
| 2018 | Mile 22                            | Alice Kerr               | Personaje principal  |
| 2022 | Catwoman: Hunted                   | Julia Pennyworth         | Voz                  |
| 2023 | Born to be Great                   | Leto                     |                      |
| TBA  | When I'm Ready                     | Julia                    |                      |

### Televisión
| Año           | Título                            | Papel                           | Notas |
| ------------- | --------------------------------- | ------------------------------- | --- |
| 2007          | The Bold and the Beautiful        | Empleada de Forrester Creations | Episodio "#4986" |
| 2007–2008     | Supernatural                      | Bela Talbot                     | Protagonista (Temporada 3; 6 episodios) |
| 2008          | Valentine                         | Joanna Clay                     | "Piloto" |
| 2009          | Life                              | Jackie Rolder                   | "Initiative 38" (Temporada 2; episodio 20) |
| 2010          | CSI: Nueva York                   | Meredith Muir                   | "Flag on the Play" (Temporada 6; episodio 13)                                                                                                  |
| 2010          | Cold Case                         | Rachel Malone '86               | "One Fall" (Temporada 7; episodio 16) |
| 2010          | Modern Family                     | Recepcionista                   | "Unplugged" (Temporada 2; episodio 5) |
| 2010–2012     | The Vampire Diaries               | Rosemarie                       | Recurrente (Temporada 2; 5 episodios) Invitada especial (Temporada 3; 1 episodio)                                                              |
| 2011          | Chuck                             | Vivian McArthur Volkoff         | Recurrente (Temporada 4; 5 episodios) |
| 2011          | Heavenly                          | Lily                            | Película de TV |
| 2011–2022     | The Walking Dead                  | Maggie Greene                   | Recurrente (Temporada 2; 12 episodios) Protagonista (Temporada 3-11); 91 episodios) Invitada especial (Temporada 10, episodio: A Certain Doom) |
| 2012          | Childrens Hospital                | Lulu Pratt                      | "British Hospital" (Temporada 4; episodio 7)                                                                                                   |
| 2013          | Law & Order: Special Victims Unit | Avery Jordan                    | "Legitimate Rape" (Temporada 14; episodio 18)                                                                                                  |
| 2014          | Archer                            | Juliana Calderon (voz)          | Recurrente (Temporada 5; 4 episodios) |
| 2014          | Tim and Eric's Bedtime Stories    | Stephanie                       | "Bathroom Boys" (Temporada 1; episodio 3) |
| 2016          | The Mindy Project                 | Ashley                          | Recurrente (Temporada 4; 2 episodios) |
| 2017          | Robot Chicken                     | Maggie Greene                   | Voz, "The Robot Chicken Walking Dead Special: Look Who's Walking"                                                                              |
| 2019          | Whiskey Cavalier                  | Francesca "Frankie" Trowbridge  | Protagonista, 13 episodios |
| 2021          | Invencible                        | Holly / War Woman (voz)         | "It’s About Time" (Temporada 1; episodio 1) |
| 2023–presente | The Walking Dead: Dead City       | Maggie Greene                   | Protagonista, serie de TV AMC |
| 2024          | Twilight of the Gods              | Igne                            | Elenco principal, serie de anime de TV Netflix (voz)                                                                                           |

## Videojuegos
| Año  | Título  | Papel        | Ref.   |
| ---- | ------- | ------------ | ------ |
| 2014 | Destiny | Exo Stranger | [ 11 ] |

## Premios y nominaciones
| Año  | Premio                 | Categoría                   | Trabajo Nominado | Resultado | Ref.   |
| ---- | ---------------------- | --------------------------- | ---------------- | --------- | ------ |
| 2012 | Satellite Awards       | Mejor Reparto de Televisión | The Walking Dead | Ganadora  | [ 12 ] |
| 2013 | Eyegore Awards         | Mejor actor de reparto      | The Walking Dead | Ganadora  | [ 13 ] |
| 2017 | People's Choice Awards | Actriz de ciencia ficción   | The Walking Dead | Nominada  | [ 14 ] |